# أبو الفتح داود
أبو الفتح داود كان آخر حاكم من سلالة لودي في الملتان. خلعه محمود الغزنوي ثم ذبح الإسماعيليين أثناء غزوه لملتان.
وفر أبو الفتح داود إلى حصن حيث أمن نفسه وحصل أخيرًا على عفو من محمود الغزنوي بوعد بدفع الفدية. قدم أبو الفتح داود جزية سنوية قدرها 200,000 درهم ذهبي وتحويل الفقه الشيعي الإسماعيلي إلى فقه حنفي سني. تم قبول الشروط، وفرض السلطان محمود غزنوي أيضًا مليوني درهم على سكان ملتان بالقوة.

## طالع أيضًا
- سلالة سومرا
- خفيف
- الشيخ حامد لودي (جده)